# Belo Horizonte (Angola)
Belo Horizonte – miasto w Angoli, w prowincji Bié.